# Elle Evans Bellamy
Elle Evans Bellamy, née Lindsey Gayle Evans le 9 décembre 1989 à Paris au Texas (États-Unis), est une mannequin et actrice américaine.

## Biographie
Evans naît à Paris au Texas et grandit à Blanchard en Louisiane. Elle obtient son baccalauréat au lycée de Northwood High School en 2008 et commence des études de journalisme à l'Université Northwestern, où elle n’effectuera qu'un semestre avant de s'envoler pour parcourir le monde et entamer sa carrière de mannequin.
Evans est élue Miss Louisiana Teen en 2008 et obtient la troisième place au concours Miss USA Teen la même année. Elle perdra son titre 11 mois plus tard à la suite d'une arrestation dans un restaurant pour détention de marijuana et ne pas avoir payé l'addition. Elle posera peu de temps après cet incident pour le magazine Playboy. Elle est photographiée par Stephen Wayda et choisie comme playmate du mois d'octobre 2009, âgée alors de 19 ans seulement sous son nom de naissance, Lindsey Gayle Evans.
En 2010, Elle joue dans un spot publicitaire pour le label MMG, tourné en Chine où elle a été maquillée en Marilyn Monroe.
En 2013, Evans apparaît seins nus (avec Emily Ratajkowski and Jessi M'Bengue) dans le clip vidéo de Robin Thicke avec son single Blurred Lines avec Pharrell Williams. La vidéo a été visionnée plus de 900 millions de fois sur Youtube. Peu après, Evans participe successivement au tournage de deux clips vidéo de Beyoncé avec Haunted et Superpower. Ces deux vidéos ont été réalisées par Jonas Åkerlund.
Elle est, de plus, un des visages de la marque de cosmétique NYX Cosmetics, apparaissant dans les publicités de Kmart en 2013 lors de la campagne Money Can't Buy Style dans Relapse Magazine en 2013 et 2014,. Elle joue également dans la publicité pour le déodorant Axe Apollo lors des MTV Movie Awards de 2013. Evans a également posé totalement nue pour le styliste Samuel Bayer avec 15 autres mannequins pour l'exposition Diptychs & Triptychs dans la galerie ACE de Beverly Hills de mars 2013 à avril 2013.
En 2014, Evans obtient un rôle de Cheyenne dans la série Mon oncle Charlie. L'épisode est diffusé le 6 février 2014. La même année, elle fait la couverture du magazine FHM France puis pose en septembre pour le magazine Maxim pour interpréter le rôle de la femme en or pour les 50 ans du film Goldfinger, où elle a été peinte en or de la tête aux pieds.
En 2015, Elle joue le rôle principal dans le clip futuriste du single Mercy du groupe Muse, réalisé par Sing J. Lee, évoluant dans un monde de science fiction, victime d'expérimentations scientifiques menées par une équipes de chercheurs en blouses blanches. Elle Evans est en couple avec le chanteur Matthew Bellamy, leader du groupe Muse depuis février 2015,. En septembre 2015, Evans apparaît dans la campagne publicitaire pour la chaine de restauration rapide Carl's Jr. pour le nouveau Tex Mex Bacon-Thickburger,. Elle interprète le rôle d'Amber dans le film Manuel de survie à l'apocalypse zombie de Christopher Landon en octobre 2015.
Elle se fiance avec Matthew Bellamy, leader du groupe britannique Muse en décembre 2017 et ils se marient le 10 août 2019. Le 7 juin 2020, elle donne naissance à une fille appelée Lovella Dawn Bellamy. Le 12 mai 2024, elle donne naissance à un garçon appelé George Julien-Wade Bellamy.

## Filmographie

### Cinéma
- 2015 : Manuel de survie à l'apocalypse zombie de Christopher B. Landon : Amber

### Clips vidéo
- 2013 : Blurred Lines de Robin Thicke ft. Pharrell Williams
- 2013 : Haunted de Beyoncé
- 2013 : Superpower de Beyoncé
- 2015 : Mercy de Muse, réalisé par Sing J. Lee